# Амзиль, Хассан
Хасса́н Амзи́ль (фр. Hassan Amzile; род. 5 июня 1988, Рюэй-Мальмезон) — французский боксёр, представитель первой полусредней весовой категории. Выступает за сборную Франции по боксу начиная с 2009 года, участник летних Олимпийских игр в Рио-де-Жанейро, победитель и призёр турниров национального значения.

## Биография
Хассан Амзиль родился 5 июня 1988 года в городе Рюэй-Мальмезон департамента О-де-Сен. Активно заниматься боксом начал с раннего детства, проходил подготовку в одном из местных боксёрских клубов.
Впервые заявил о себе в 2009 году, став бронзовым призёром чемпионата Франции в зачёте первого полусреднего веса. Вошёл в состав французской национальной сборной и принял участие в матчевой встрече с командой Кубы — вышел на ринг против титулованного кубинца Роньеля Иглесиаса и проиграл ему со счётом 4:8. Также выиграл серебряную медаль на международном турнире «Таммер» в Хельсинки.
В 2010 году вновь получил бронзу французского национального первенства.
На чемпионате Франции 2013 года одолел всех соперников в первом полусреднем весе и завоевал золото. Помимо этого, выступил на Средиземноморских играх в Мерсине, где дошёл до четвертьфинала, проиграв турку Фатиху Келешу, выиграл серебряную медаль на «Таммере», боксировал на Кубке химии в Галле.
В 2014 году вновь был лучшим среди французских боксёров в своей весовой категории. Завоевал серебряную медаль на Трофи Мохамеда VI в Морокко, где единственное поражение потерпел в финале от кубинца Ясниэля Толедо.
В 2015 году в третий раз подряд выиграл французское национальное первенство. Боксировал на чемпионате Европы в Самокове и на Европейских играх в Баку, однако ни на одном из этих соревнований попасть в число призёров не смог. Одержал победу на Кубке мира среди нефтяных стран.
На европейском олимпийском квалификационном турнире 2016 года в Самсуне выступил не очень удачно, дошёл только до четвертьфинала. На мировой квалификации в Баку так же добрался до стадии четвертьфиналов. Тем не менее, этого ему оказалось достаточно для получения именной лицензии на участие в летних Олимпийских играх в Рио-де-Жанейро. На Играх Амзиль благополучно преодолел предварительных этап, выиграв у намибийца Джонаса Джуниаса, однако во втором поединке встретился с представлявшим Азербайджан Лоренсо Сотомайором и уступил ему со счётом 1:2.
После Олимпиады Хассан Амзиль присоединился к французской команде «Боевые петухи», выступающей в полупрофессиональной лиге WSB.